# Cloeon
Genre
Cloeon est un genre d'insectes de l'ordre des éphéméroptères.
Le genre Cloeon partage avec le genre Procloeon l'absence de la paire d'ailes postérieures, pourtant caractéristique des éphéméroptères. 

## Liste d'espèces
Selon BioLib (24 janvier 2022) :
- Cloeon aeneum Barnard, 1932
- Cloeon agnewi Hubbard, 1973
- Cloeon amaniensis Gillies, 1985
- Cloeon apicatum Navás, 1933
- Cloeon areolatum Navás, 1930
- Cloeon bellum Navás, 1931
- Cloeon bimaculatum Eaton, 1883
- Cloeon chaplini Barnard, 1932
- Cloeon cognatum Stephens, 1836
- Cloeon crassi Agnew, 1961
- Cloeon degrangei Sowa, 1980
- Cloeon dipterum (Linnaeus, 1761)
- Cloeon durani Navás, 1926
- Cloeon elevatum Agnew, 1961
- Cloeon emmanueli Lugo-Ortiz & McCafferty, 1998
- Cloeon fluviatile Ulmer, 1920
- Cloeon gambiae Gillies, 1980
- Cloeon harveyi (Kimmins, 1947)
- Cloeon heterophillum Kluge & Novikova, 1992
- Cloeon inscriptum Bengtsson, 1914
- Cloeon lacunosum Barnard, 1932
- Cloeon languidum Grandi, 1959
- Cloeon macronyx Kluge & Novikova, 1992
- Cloeon madhouae McCafferty & Mauremootoo, 2000
- Cloeon marginale (Hagen, 1858)
- Cloeon nana (Bogoescu, 1951)
- Cloeon nandirum Harker, 1957
- Cloeon paradieniense Suter, 1986
- Cloeon paradieniensis Suter, 1986
- Cloeon pennulatum Eaton, 1870
- Cloeon perkinsi Barnard, 1932
- Cloeon petropolitanum Kluge & Novikova, 1992
- Cloeon pielinum Navás, 1933
- Cloeon praetextum Bengtsson, 1914
- Cloeon rhodesiae Barnard, 1932
- Cloeon schoenemundi Bengtsson, 1936
- Cloeon scitulum Kimmins, 1955
- Cloeon simile Eaton, 1870
- Cloeon smaeleni Lestage, 1924
- Cloeon spiniventre Kluge & Novikova, 1992
- Cloeon tanzaniae Gillies, 1985
- Cloeon tasmaniae Tillyard, 1936
- Cloeon unguiculatum Tshernova, 1941
- Cloeon virens Klapálek, 1905
- Cloeon virgiliae (Barnard, 1932)
- Cloeon viridellum Lestage, 1923

## Espèces européennes
Selon Fauna Europaea (24 janvier 2022) :
- Cloeon cognatum
- Cloeon degrangei
- Cloeon dipterum
- Cloeon inscriptum
- Cloeon languidum
- Cloeon petropolitanum
- Cloeon praetextum
- Cloeon schoenemundi
- Cloeon simile